# Team Milram
Team Milram (UCI Team Code: MRM) — немецкая профессиональная шоссейная велокоманда UCI ProTour, основанная в 2006 году.

## История
Команда основана в 2006 году под управлением итальянской компании Ciclosport во главе с Джанлуиджи Станга на базе его предыдущей команды Domina Vacanze и немецкой Team Wiesenhof под названием бренда главного спонсора — бременской молочной компании Nordmilch. В Milram по наследству перешла лицензия UCI ProTour и большая часть руководства Domina Vacanze. В состав вошли в основном немецкие и итальянские гонщики, в том числе спринтеры Эрик Цабель и Алессандро Петакки.
В 2008 году произошла смена владельцев. Новым главным менеджером стал голландец Джерри ван Гервен. Базой команды стал дортмундский клуб Олимпия. В 2009-2010 гг. команду спонсировал немецкий производитель велосипедов Focus Bikes. В конце 2010 года после долгих и неудачных поисков нового спонсора Team Milram была расформирована. Ван Гервен надеется сформировать новую команду в 2012 году.

## Победы
2006
- Тиррено — Адриатико: этап 7 — Алессандро Петакки
- Вуэльта Испании: этапы 4 и 21 — Эрик Цабель
- Гран-При Берега Этрусков — Алессандро Петакки
- Тур Средиземноморья: этап 6 — Элиа Риджотто
- Вуэльта Андалусии: этапы 3 и 4 — Алессандро Петакки
- Вуэльта Валенсии: этапы 2 и 3 — Алессандро Петакки
- Тур провинции Лукка — Алессандро Петакки
- Тур Кёльна — Кристиан Кнеес
- Тур Нижней Саксонии: этапы 1—5 и генеральная классификация — Алессандро Петакки
- Тур Баварии:
  - этап 1 — Эрик Цабель
  - этап 3 — Ральф Грабш
  - этап 5 — Бьёрн Шрёдер
- Национальные чемпионаты в индивидуальной гонке:
  -  Казахстана — Максим Иглинский
  -  Словакии — Матей Юрцо
  -  Украины — Андрей Гривко

2007
- Джиро д’Италия: этапы 3, 7, 11, 18 и 21 — Алессандро Петакки
- Тур Швейцарии: этап 2 — Эрик Цабель
- Тур Германии: этап 3 — Эрик Цабель
- Вуэльта Испании:
  - этап 7 — Эрик Цабель
  - этапы 11 и 12 — Алессандро Петакки
- Париж — Тур — Алессандро Петакки
- Тур Средиземноморья: этап 6 — Мирко Лорензетто
- Тур Средиземноморья: этапы 3—5 и генеральная классификация — Алессандро Петакки
- Вуэльта Валенсии: этап 2 — Алессандро Петакки
- Гран-При Берега Этрусков — Алессандро Петакки
- Тур Нижней Саксонии: этапы 1, 2, 4 и генеральная классификация — Алессандро Петакки
- Тур Баварии:
  - этапы 2 и 3 — Эрик Цабель
  - этап 5 — Себастьян Зидлер
- Национальные чемпионаты:
  -  Чемпионат Украины в индивидуальной гонке — Владимир Дюдя

2008
- Тур Германии: пролог — Бретт Ланкастер
- Вуэльта Валенсии: этап 2 — Эрик Цабель
- Тур Баварии: генеральная классификация — Кристиан Кнеес
- Регио–Тур: генеральная классификация — Бьёрн Шрёдер
- Кубок Селс — Элиа Риджотто
- Флоренция — Пистоя — Андрей Грикво
- Национальные чемпионаты:
  -  Чемпионат Украины в индивидуальной гонке — Андрей Грикво
  -  Чемпионат Словакии в индивидуальной гонке и в групповой гонке — Матей Юрцо

2009
- Тур Мальорки — Геральд Циолек
- Тур Турции: этап 7 — Роберт Фёстер
- Эшборн — Франкфурт — Фабиан Вегманн
- Тур Баварии: генеральная классификация — Линус Гердеманн
- Гран-при кантона Аргау — Петер Велиц
- Критериум ду Дофине Либере: этап 3 — Ники Терпстра
- Электроер Стар: этап 1 — Ники Терпстра
- Вуэльта Испании: этап 2 — Геральд Циолек
- Национальные чемпионаты:
  -  Чемпионат Словакии в групповой гонке — Мартин Велиц

2010
- Трофей Инков — Линус Гердеманн
- Тур Мурсии: этап 3 — Люк Робертс
- Тиррено — Адриатико: этап 1 — Линус Гердеманн
- Тур Каталонии: этап 1 — Пауль Фосс
- Национальные чемпионаты:
  -  Чемпионат Германии в групповой гонке — Кристиан Кнеес
  -  Чемпионат Нидерландов в групповой гонке — Ники Терпстра